# Verena Klein

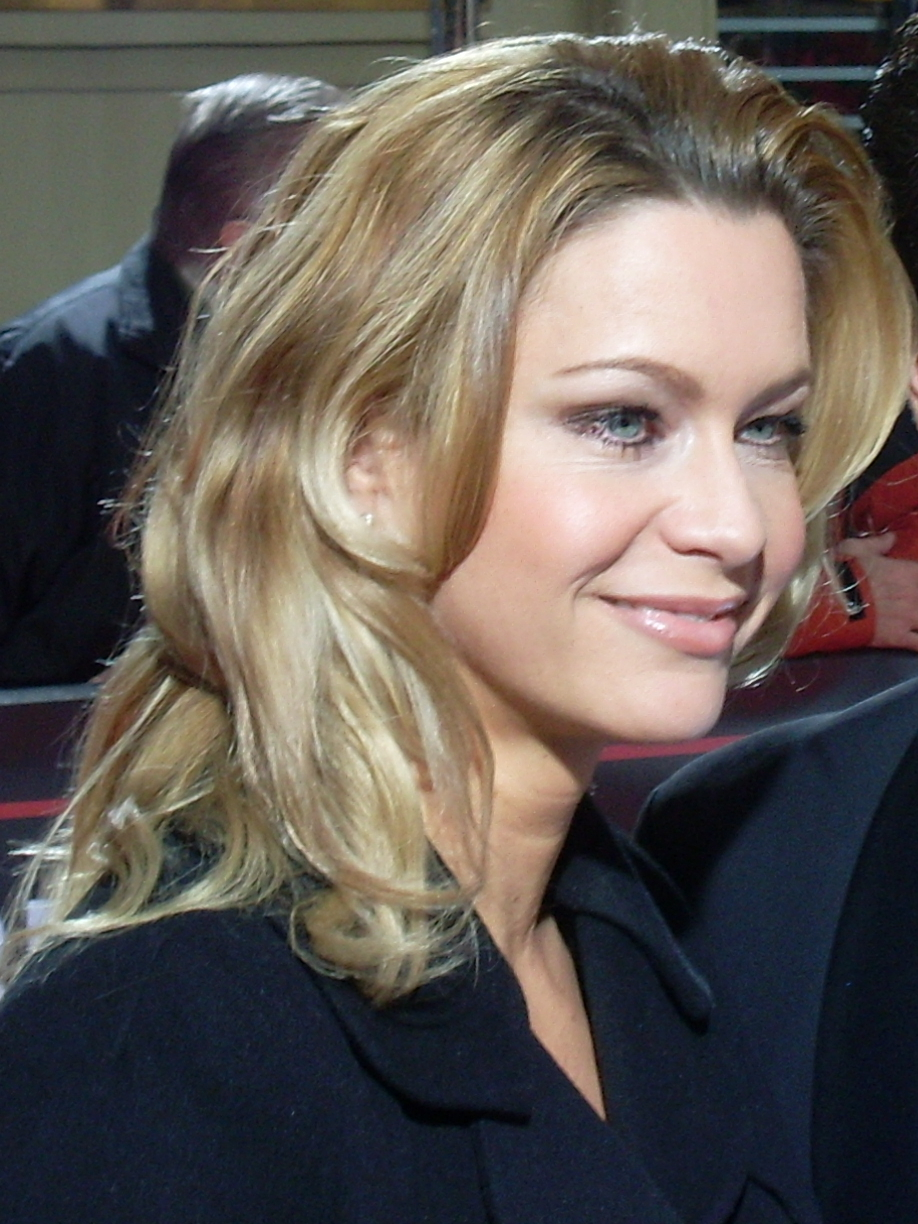
Verena Klein beim DIVA-Award 2008

Verena Klein (* 18. März 1976 in Euskirchen; bürgerlich Verena Fulton-Smith) ist eine deutsche Schauspielerin, Journalistin und Betreiberin des Podcasts GREEN LIFE.

## Leben
Ihre Schauspielausbildung für Bühne und Kamera erhielt sie bei Katarina Kramer, Camera Acting bei Robert Spitz, Erich Neureuther und anderen. Ein Studium am Institut für Theater, Film- und Fernsehwissenschaft der Universität zu Köln schloss sie als Diplom-Medienpädagogin mit Prädikat ab.
Ab dem 24. September 2004 war sie mit dem Schauspieler Francis Fulton-Smith verheiratet. Sie haben zwei Töchter (* 2009, * 2012) und wohnen in München. Ende April 2017 gaben sie öffentlich ihre Trennung bekannt. Im April 2018 folgte die Scheidung.
Mit ihrem Ex-Mann zusammen war sie Sonderbotschafterin für SOS-Kinderdörfer.

## Filmografie

### Serien und Fernsehrollen
- 2001: Die Wache – RTL
- 2001: Alarm für Cobra 11 – Die Autobahnpolizei – RTL
- 2001: Marienhof – ARD
- 2001: Doppelter Einsatz – RTL
- 2001: Special Unit AT 13: Schachmatt – Wettlauf mit dem Tod
- 2001–2002: SOKO 5113 – ZDF
- 2002: Tatort – ARD
- 2002: Die Freundin – Sat.1
- 2002: Balko – RTL
- 2003: Warum nur? Schicksalhafte Begegnungen – Sat.1
- 2004: Existenz-Know How – ARD
- 2005–2009: Familie Dr. Kleist – ARD
- 2006: In aller Freundschaft Folge 334 Umwege – ARD
- 2007: Gute Zeiten, schlechte Zeiten Folge 3874 – RTL
- 2008: Ihr Auftrag, Pater Castell Folge 7 Auf dem Jakobsweg – ZDF
- 2008: Die Rosenheim-Cops Folge 149 Tod eines Lüftlmalers – ZDF
- 2008: Um Himmels Willen Folge 100 Die große Liebe – ARD
- 2008: Marienhof Folgen 3537, 3541, 3542 – ARD
- 2009: Baby frei Haus – ARD
- 2009: Unser Charly – ZDF

### Kinofilme
- 2007: Moonlight – RBB
- 2010: Der Film Deines Lebens (Regie Sebastian Goder)[4]

## Hörbücher
- 2006: 10 Wunderschöne Gute-Nacht-Geschichten, Geschichte „Mein Freund Knopf“, erschienen im November 2006 für SOS-Kinderdorf